# Johan Manzambi
Johan Manzambi (* 14. Oktober 2005 in Genf) ist ein Schweizer Fussballspieler.

## Karriere

### Vereine
Manzambi erlernte das Fussballspielen bei Servette Genf und durchlief dort mehrere Jugendmannschaften. 2023 wechselte er nach Deutschland zum SC Freiburg. Er kam in dessen U19-Mannschaft zu Einsätzen und stand zur Saison 2023/24 im Kader der zweiten Mannschaft. Manzambi debütierte am 25. Februar 2024 beim 1:0-Heimsieg gegen den SV Waldhof Mannheim in der dritten Liga. Am 32. Spieltag erzielte er das zwischenzeitliche 1:1 gegen den FC Erzgebirge Aue (Endstand 1:2).
Zur Saison 2024/25 rückte Manzambi in den Kader der ersten Mannschaft von Julian Schuster auf und debütierte beim 3:0-Auswärtssieg gegen den 1. FC Heidenheim (4. Spieltag) in der Bundesliga. Beim 2:1-Sieg gegen Borussia Mönchengladbach am 12. April 2025 (29. Spieltag) erzielte er mit dem Siegtreffer sein erstes Bundesligator. Eine Woche später stand Manzambi beim 3:2-Heimsieg gegen die TSG 1899 Hoffenheim am 30. Spieltag das erste Mal in der Startelf.

### Nationalmannschaften
Manzambi debütierte 2023 in der U18-Nationalmannschaft sowie in der U19-Nationalmannschaft der Schweiz. Im September 2024 wurde er beim 3:5 gegen Frankreich erstmals in der U20 eingesetzt. Am 7. Juni 2025 debütierte er in der A-Nationalmannschaft beim 4:2-Sieg gegen Mexiko. Er wurde in der 73. Minute für Dan Ndoye eingewechselt. Er erzielte am 10. Juni 2025 bei seinem Startelf-Debüt sein erstes Tor für die Nati, beim 4:0-Sieg gegen die USA.